# Meixweix
Els meixweix (també pot aparèixer com a mashawash, meshwesh, mashauash, maxies o ma, eren els membres d'una antiga tribu d'amazics libis.
Aquesta tribu era coneguda pels antics egipcis des de feia molt temps: el seu nom figurava en la llista dels pobles invasors vençuts per Merenptah (vers 1213 aC -1203 aC), fill i successor de Ramsès II. Els meshwesh estaven instal·lats a l'oest del delta del Nil, segons els documents egipcis, més enllà dels tehenu, a la Cirenaica, regió de l'antiga Líbia. Heròdot els situava a Tunísia i eren sedentaris, ja que eren agricultors i posseïen cases. Heròdot diu que els meshwesh, segons ells mateixos, descendien dels troians. Aquesta tribu va intentar estendre's cap a l'est i va envair periòdicament Egipte, a partir d'Amenofis III, vers 1380 aC.

## Història
Durant la dinastia XIX i la dinastia XX, els meshwesh van estar gairebé en permanent conflicte amb l'Imperi Egipci.

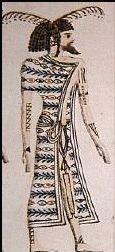
Libi pintat a la tomba de Seti I.

En el transcurs del segle XI aC, una part d'aquesta tribu es va infiltrar pacíficament al Delta del Nil, on regnava la dinastia XXI d'Egipte. Aquests ma (diminutiu de mashauash o meshwesh) van fundar una espècie de feu, al voltant de Bubastis. Els seus dirigents, es van fer cada vegada més influents, prenent el control del país durant la dinastia XXII d'Egipte (vers 945 - 715 aC), fundada per un d'ells, Sheshonq I, que es va asseure al tron d'Egipte.
La Dinastia XXIII (vers 818 - 715 aC), coetània de les dinasties XXII, XXIV i XXV, procedeix de la mateixa família i, per tant, dels ma. Se les anomena dinasties líbies. Cal destacar una altra tribu líbia que va tenir un paper important a l'Antic Egipte, els libu.
Al final de la Dinastía XXIII va regnar un altre mashauash, Osorkon el Vell. Després d'un interregne de 38 anys, durant els que els reis natius egipcis, Siamon i Psusennes II van ocupar el tron, els mashauash o meshwesh van governar Egipte durant la dinastia XXII d'Egipte i Dinastia XXIII, sota poderosos reis com Sheshonq I, Osorkon I, Osorkon II, Sheshonq III i Osorkon III. El regnat d'aquests reis mashauash o meshwesh va arribar a la seva fi amb la invasió dels cuixites, Dinastia XXV d'Egipte, l'any 20è de Piankhi.
Els mashauash o meshwesh eren d'origen libi, com s'indica explícitament en una genealogia continguda a l'estela de Pasenhor (datada en el regnat de Sheshonq V, en la qual es diu que els grans caps dels mashauash (incloent-hi els reis de la Dinastia XXII), eren descendents de "Buyuwawa el Libi. " L'origen libi-amazic dels mashauash o meshwesh està també demostrat pels seus noms propis (com Osorkon, Takelot I, Nimlot II, Sheshonq, etc.) i uns quants títols no egipcis utilitzats per aquest poble, que estan relacionats amb les antigues i modernes llengües amazigues.
Després dels egipcis, els grecs, romans i romans d'Orient van esmentar diverses tribus dels amazics. Els noms tribals posteriors difereixen dels escrits egipcis, però probablement, algunes tribus van ser nomenades per les fonts antigues i modernes sense saber-se fossin les mateixes. Els mashauash o meshwesh representen l'exemple més probable i persistent. Alguns acadèmics creuen que és el mateix nom tribal pronunciat com mazies per Hecateu d'Abdera, i com maxyes (màxies o màssies) per Heròdot, que després seran coneguts com a mazaces i mazaxes per les fonts llatines. Tots aquests noms inclosos el dels masiens, masils, massesils, machussis (machussii) o macanites (Macanitae) s'aproximen a l'usat pels amazics en la seva llengua: amazigh.

## Textos i inscripcions

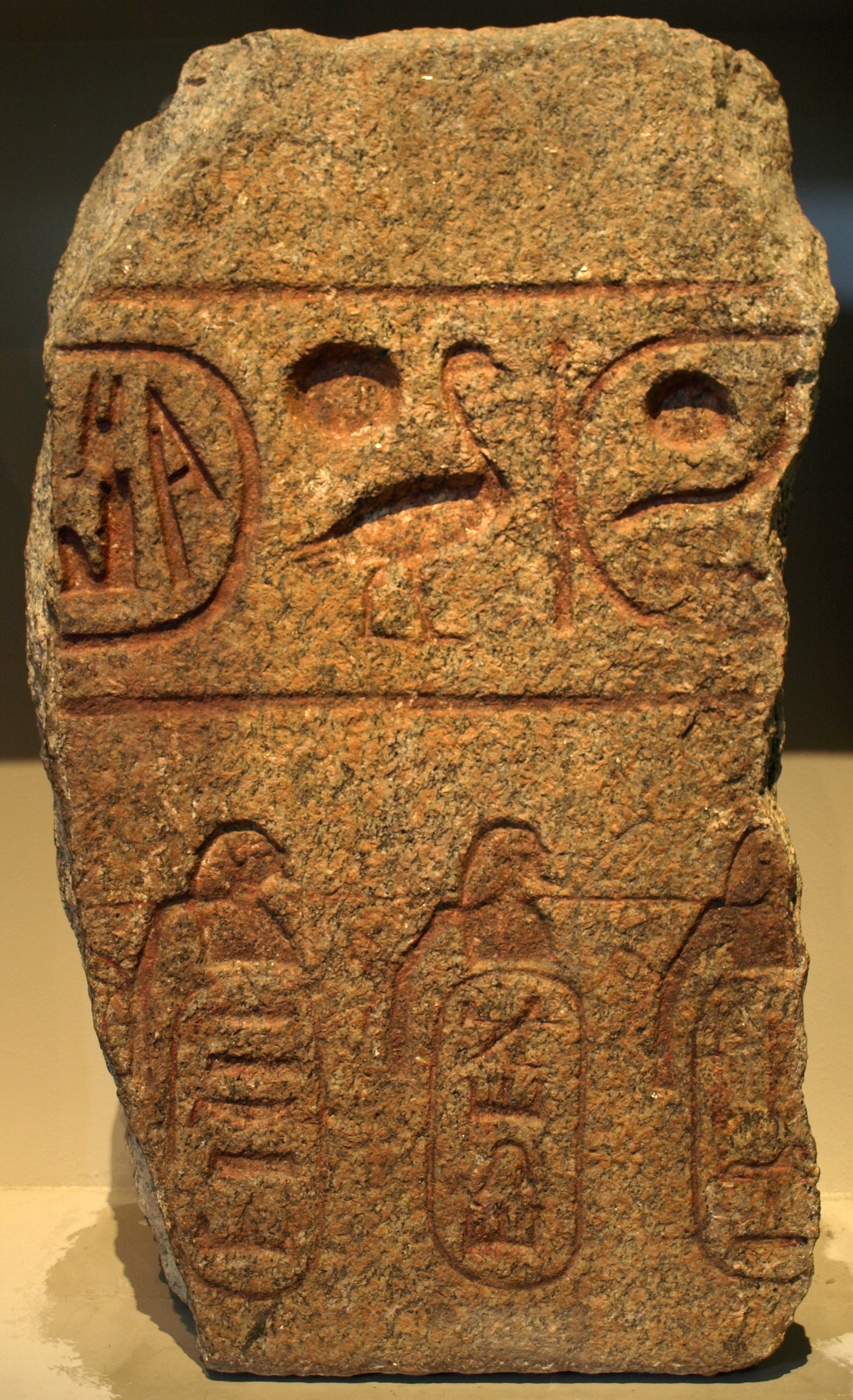
Inscripció representant les ciutats estrangeres capturades durant el regnat de Ramsès II. Són: Iter (a Nubia), Mashauash (un grup ètnic libi), i Keshkesh (una ciutat costanera situada al sud de la mar Negra). Bloc de granit vermell procedent de Bubastis, dinastia XIX, datat al voltant de 1250 aC. British Museum EA 1104.

Els mashauash o meshwesh ja eren coneguts pels textos egipcis de la dinastia XVIII d'Egipte on se'ls esmentava com proveïdors de bestiar per al palau del faraó Amenofis III a Malkata. El que indica que potser hi va haver relacions comercials entre els mashauash i els egipcis en aquella època. Almenys, pot dir-se que els egipcis estaven familiaritzats amb els mashauash o meshwesh. Durant la resta de la Dinastia XVIII, la informació sobre els mashauash o els libis en general, és superficial. Tanmateix, hi ha representacions de libis (potser meshwesh) des del regnat d'Akhenaton, inclòs un notable papir que descriu a un grup de libis assassinant un egipci. Tanmateix, el papir és fragmentari, així que no se sap quin era el context històric.
Les relacions entre els libis i els egipcis durant el període ramèsida van ser una font constant de conflictes.
Els relleus de batalles de Karnak del regnat de Seti I descriuen el rei en combat contra hordes de libis; tanmateix el text únicament denomina els libis com Tehenu, un dels termes genèrics per a "Líbia" en egipci, més que una específica denominació tribal.
Durant el següent regnat, el de Ramsès II, els egipcis van construir una sèrie de fortaleses costaneres que envoltaven l'oest de la regió de Marsa Matruh, que incloïa al-Alamein i Zawayat Umm al-Rakham. La presència de les esmentades fortaleses demostra una seriosa amenaça procedent de l'oest, i Ramsès afirma haver derrotat libis en diversos textos retòrics. Tanmateix, com amb Seti I, no especificava si els mashauash hi estaven o no involucrats.
Durant el regnat de Merenptah sembla que el sistema d'alerta avançada del temps del seu pare havia quedat en el mal estat durant una invasió líbia inesperada al Delta del Nil i als Oasis occidentals, en el cinquè any del seu regnat. A diferència dels seus predecessors, Merenptah diu en els seus relleus de batalles de Karnak que va ser principalment la tribu Libu la que va provocar el conflicte, però que els mashauash o meshwesh i els aliats dels Pobles de la mar aliats estaven també involucrats. Efectivament, Merenptah afirma que "9.100 espases dels mashauash" van ser capturades. (Aquest conflicte també és descrit en l'Estela de Merneptah, també coneguda com l'Estela d'Israel).
Uns vint-i-cinc anys després, durant el regnat de Ramsès III, el conflicte creixent entre egipcis i libis va arribar a un punt crític. Aquesta vegada, els mashauash o meshwesh van ser els que van instigar l'enfrontament, encara que altres tribus líbies i els seus aliats els Pobles del Mar van estar involucrats lluitant a dues campanyes molt importants contra el rei egipci, en els anys cinquè i onzè del regnat de Ramsès III.
L'onzè any de campanya va estar ocupat gairebé exclusivament contra els mashauash o meshwesh. Ramsés va aconseguir la victòria, i van internar als mashauash en camps de concentració a l'Egipte Mig per forçar la seva assimilació a la cultura egípcia i pressionar-los per a fer servei militar a l'estat egipci. Segons el papir Harris I, Ramsès «els va instal·lar a [ells] a les fortaleses del Rei, on escoltaven la llengua dels egipcis, servint al Rei, va fer que desaparegués la seva llengua.» En un text del Tercer període intermedi s'esmenta que, almenys, hi havia cinc «fortaleses dels mashauash» a la zona d'Heracleòpolis Magna; van ser probablement els que va assentar Ramsès. Tanmateix, malgrat els intents per contenir la immigració líbia a Egipte, va ser incapaç de frenar-la.
Durant la dinastia XX d'Egipte, diversos textos d'ostracas i papirs esmenten atacs de les tribus mashauash o meshwesh fins i tot a Tebas, on els obrers de Deir al-Madinah es van veure obligats a demanar asil al temple funerari de Madinet Habu.